# Mrhatina
Mrhatina je přírodní rezervace poblíž obce Řásná v okrese Jihlava v nadmořské výšce 620–710 metrů. Oblast spravuje Krajský úřad Kraje Vysočina. Důvodem ochrany je zachování původního bukového porostu.